# Paraleptastacus macronyx
Paraleptastacus macronyx är en kräftdjursart som först beskrevs av T. Scott 1892.  Paraleptastacus macronyx ingår i släktet Paraleptastacus och familjen Leptastacidae. Inga underarter finns listade i Catalogue of Life.